# Lenny Leonard
Lenford "Lenny" Leonard er en fiktiv figur fra den populære tegnede tv-serie The Simpsons. Hans stemme er indtalt af voice over-skuespilleren Harry Shearer. Han arbejder på Springfield Nuclear Power Plant, og er kendt for ved uheld konstant, at få ting i klemme i sit øje. Lenny er i besiddelse af en kandidatgrad i kernefysik, men virker dog ikke som en akademiker i serien. Lenny er generelt en letsindet, funktionær, arbejdsmand, som virker lidt naiv. Hans bedste ven er Carl Carlson.
Han er også en krigshelt, 3 dobbelt nævning og en buddhist (selvom han ofte er vist i Reverend Lovejoy’s kirke, hvilket antyder at han også er kristen). I et afsnit, viser det sig at han var en utrolig stor ekspert i at spille guitar. Lenny var også medlem af the Stonecutters, indtil selskabet opløste sig, ved hvilken lejlighed han sluttede sig til ”Ingen Homere”-foreningen.

## Statistiker
Lenny er en 38-årig Chicago-indfødt (født i en uge med en massiv blodig krig i Laos), og vejer omtrent 75 kilo (164 pund). Han ser ud til at være omkring 1,80 m høj (5’11), og er ofte beskrevet med et ”almindelig udseende”. Han fik plastikkirurgi da et pludseligt opstød i kraftværkets pris lager, førte til de fleste af de ansatte (med undtagelsen af Homer) fik en stor firma fortjeneste. I et afsnit er det afsløret at Lenny’s sande navn, muligvis måtte være 'Lenford Leonard', selvom man ikke kan være sikker på om det blot var en ordinær The Simpsons joke.
Han var også kendt for at have en diamant siddende i en af hans tænder, som blev vist i Last Exit to Springfield, der blev stjålet af en af hans medarbejder da han viste sit diamanttandede smil. 

## Adresse
Lenny’s adresse er ukendt, skønt i et afsnit, levede han i et ekstremt nedkørt hus, der faldt fra hinanden – bogstavelig talt (det var også til salg til dets fremkomst). Det lader til kun at have et rum med et tag. Indgangsmuren falder til jorden, med en eksceptionel timing, idet Maude Flanders forslår at de (Ned Flanders, Marge Simpson og hende selv) burde tage et kig inde i huset før de køber det. Huset er ikke blevet set siden, og Lenny er flyttet ud. Dette var komisk refereret i et afsnit, hvor Marge lavede henvisninger til 'New Year at Lenny's'.
Lenny er overraskende senere set boende i en velhavende lejlighed, hvor han deler væg med en jai alai bane; Simpson’erne virker til at have ubehag ved lyden af bolden, der rammer væggen, men Lenny opfatter det som ”yderst stilhed”.
I afsnittet The Girl Who Slept Too Little, vises Lenny igen i et faldefærdigt hus, lige ved siden af the Stamp Museum, der tillaeder hans græsplæne at blive brugt som parkeringsplads.
I afsnittet Homer Simpson, This Is Your Wife, vises Lenny igen i en velhavende lejlighed, hvilket inkluderer et nykøbt Plasma TV.
I afsnittet Kiss Kiss Bang Bangalore, da Mr. Burns bekendtgør at han lukker kraftværket ned og flytter opgaverne til Indien, deklarerer Lenny grædende at han lige har invisteret i et 3 millioner dollars hus.

## Job
Lenny arbejder på Springfield Nuclear Power Plant, sammen med Homer Simpson og Carl Carlson. I et afsnit bliver han forfremmet til leder af kraftværket, da Mr. Burns mister alle sine penge. Tiden med Lenny som chef bliver beskrevet som en ” regeringstid af terror”, selvom alt vi ser ham gøre er at sidde ved Mr. Burns skrivebord og sige, ”arbejd hårdere” over højttaleren. Under den korte periode, gjorde Homer noget dumt og Lenny bad ham om at gå hjem og tænke over hvad han havde gjort. Alligevel, glemte Homer hvad det var han havde gjort galt, så han satte sig bare ned og så fjernsyn i stedet. Lenny er også velovervejet som den næst rigeste mand, Homer kender. I et afsnit der foregår i fremtiden, har Lenny igen kommandoen over kraftværket. I en interessant drejning, i afsnittet The Wandering Juvie, bliver det afsløret at han også er en undercoveragent, hvis mål er Homer. 
I afsnittet Secrets of a Successful Marriage, er Lenny lederen af ”Sådan tygger man Tobak” klassen på Adult Education Annex.

## Venner
Lenny's mest indlysende ven er Carl Carlson, da de sjældent er set adskilte. De andre venner er Homer Simpson, og det sædvanlige slæng på Moe's Tavern, indbefattet Barney Gumble og Moe Szyslak. I et afsnit, forsøger Lenny’s venner at lave et suprise party for ham på Moe’s, som bliver ødelagt af Homer, som efterfulgt sætter sig på en kage formet på samme måde som Lenny’s yndlings barstol, der ødelægger det fuldstændigt. Homer forveksler konstant Lenny og Carl med hinanden og er ved en anledning overrasket over at finde ud af, Lenny er hvid og Carl er sort. I afsnittet, Helter Shelter, udbryder Homer, ”Er dét Lenny? Jeg ville have den sorte fyr!”, i et andet siger han, ”Lenny = Hvid, Carl = Sort”, skrevet i hans hånd, og i et andet afsnit, siger han til Lenny, mens han er fuld, at ”Jeg hældte ikke noget i dig baseret på din hudfarve”. Lenny er også blevet nævnt af Homer i en joke. Homer fortæller en vittighed til en lesbisk gladiator, der lyder, ”Hvide fyre har navne som Lenny, hvorimod sorte fyre har navne som Carl”. Lenny er meget populær i Simpson familien – i et afsnit, da Homer fortæller at Lenny er blevet kørt på hospitalet, som et resultat af en eksplosion (en historie Homer fandt på så han kunne tage ud og bowle), svarer Marge og ungerne med, ”Åh nej! Ikke Lenny! Ikke Lenny!” og bygger et alter til ære for ham.